# Derek Trussler
Derek Trussler (1964) è un allenatore di sci alpino ed ex sciatore alpino canadese.

## Biografia
Originario di Rossland, Trussler gareggiò nello slalom gigante ai Mondiali di Bormio 1985, classificandosi 31º, e di Crans-Montana 1987; vinse il titolo canadese di supergigante nel 1986 e nella stagione 1986-1987 in Nor-Am Cup si piazzò 2º nella classifica della medesima specialità. Non prese parte a rassegne olimpiche né ottenne piazzamenti a punti in Coppa del Mondo.
Dopo il ritiro è divenuto allenatore nei quadri della Federazione sciistica del Canada e del Kelowna Ski Club.

## Palmarès

### Campionati canadesi
- 1 medaglia (dati parziali)
  - 1 oro (supergigante[4] nel 1986)